# Den stora badardagen
Den stora badardagen (originaltitel Den store badedag) är en dansk-svensk familjefilm från 1991 i regi av Stellan Olsson. I rollerna ses bland andra Erik Clausen, Nina Gunke och Benjamin Rothenborg Vibe.

## Handling
Filmen utspelar sig i Köpenhamn på 1930-talet och i centrum av historien står pojken Gustav Adolf genom vars ögon arbetarfamiljen och världen utanför hemmet upplevs. Familjen har god sammanhållning och Gustav Adolf dyrkar särskilt sin far, Axel, vilken dock inför hans ögon demaskeras och blir till en betydligt ynkligare person än den store hjälten från Pampas som han själv vill bli betraktad som.

## Rollista
- Erik Clausen – Axel, smed
- Nina Gunke – Svea, Axels fru
- Benjamin Rothenborg Vibe – Gustav Adolf, Axels och Sveas son
- Bjarne Liller	– Skuggan (Skyggen)
- Kirsten Rolffes – fru Fredriksen
- Liselotte Lohmann – Emilie, bartender, Skuggans fru
- Hans Alfredson – Gustav Adolfs morfar
- Yvonne Schaloske – Linnea
- Finn Nielsen – Erik
- Karina Rasmussen – Alma
- Adam Bindslev	– Abraham
- Peter Hüttner – herr Margolinsky, Abrahams far
- Steen Stig Lommer	– bleckslagare
- Niels Skousen	– djurskötare
- Søren Sögreni	– djurskötare
- Otte August Svendsen – gårdssångaren
- Jeppe Kaas – skorstensfejaren
- Peter Thinggaard Nielsen – läkare
- Kurt Ravig – ballongförsäljaren
- Helene Egelund – flickan i kiosken
- Tine Miehe-Renard	– gravid kvinna på stranden
- Charlotte Sachs Bostrup – gravid kvinna på stranden
- Pia Koch – en vacker kvinna
- Niels Olsen – "Smalle"
- Kim Jansson – "Tarzan"
- Rikke Wölck – "Jane"
- Niels Erik Wischmann – betjänt
- Frans Bak – betjänt
- Jesper Klein – Gustav Adolfs röst som vuxen
- Ernst-Hugo Järegård – Gustav Adolfs röst som vuxen

## Om filmen
Filmen producerades av Henrik Møller-Sørensen för ASA Film Production ApS, Nordisk Film A/S och Det Danske Filminstitut. Manus skrevs av Olsson och Søren Skjær och bygger på romanen Den stora badardagen av Palle Fischer (1980). Skjær var även fotograf och filmen klipptes av Tómas Gislason och Grete Møldrup. Musiken komponerades av Kasper Winding.
Den stora badardagen belönades 1991 med priset Office Catholique Internationale du Cinéma och 1992 med juryns stora pris vid en festival i Rouen.